# Henry Thode
Henry Thode (ur. 1857, zm. 1920) – niemiecki historyk sztuki.
Był dyrektorem Städelsches Kunstinstitut we Frankfurcie nad Menem (1890-1891) i profesorem uniwersytetu w Heidelbergu (1894-1911). Do 1911 wraz z Hugonem von Tschudim "Repertorium für Kunstwissenschaft". Jego główne prace to Franz von Assisi und die Anfänge der Kunst der Renaissance in Italien (1885), Die Malerschule von Nürnberg im XIV und XV Jahrhundert... (1891), Giotto (1899), Michelangelo und das Ende der Renaissance (t. 1-3 1902-1912), Böcklin und Thoma (1905), Michelangelo (t. 1-3 1908-1913).